# Рохас (Бургос)
Рохас (ісп. Rojas) — муніципалітет в Іспанії, у складі автономної спільноти Кастилія-і-Леон, у провінції Бургос. Населення — 81 особа (2010).
Муніципалітет розташований на відстані близько 240 км на північ від Мадрида, 33 км на північний схід від Бургоса.
На території муніципалітету розташовані такі населені пункти: (дані про населення за 2010 рік)
- Кінтанілья-Кабе-Рохас: 22 особи
- Рохас: 59 осіб

## Демографія
Динаміка населення (INE ):